# Brachycaudonia cyaniceps
Brachycaudonia cyaniceps is een vliesvleugelig insect uit de familie Pteromalidae. De wetenschappelijke naam is voor het eerst geldig gepubliceerd in 1993 door Boucek.